# Poillé-sur-Vègre
Poillé-sur-Vègre é uma comuna francesa na região administrativa do País do Loire, no departamento de Sarthe. Estende-se por uma área de 17.57 km². Em 2010 a comuna tinha 636 habitantes (densidade: 36,2 hab./km²).